# La otra (pel·lícula)
La otra és una pel·lícula mexicana de 1946, dirigida per Roberto Gavaldón i protagonitzada per Dolores del Río. El seu argument està basat en un conte de Rian James

## Sinopsi
La pel·lícula conta la història de María i de Magdalena (Dolores del Río), dues germanes bessones, una milionària, l'altra pobra, i de com María, la germana pobra assassina a la seva bessona per a suplantar-la. Paradoxalment, l'assassina no sols rebrà la fortuna de la morta sinó també el pesat fardell d'un delicte que aquesta va cometre.

## Repartiment
- Dolores del Río.... Magdalena Montes de Oca/María Méndez
- Agustín Irusta.... Roberto González
- Víctor Junco.... Fernando
- José Baviera.... licenciado De la Fuente
- Manuel Dondé .... agent Vilar
- Conchita Carraced.... Carmela

## Comentaris
La història no guarda cap relació amb la de A Stolen Life, cinta estatunidenca protagonitzada en el mateix any per Bette Davis. No obstant això, el guió de La otra va ser adquirit per la Warner Bros i és el mateix guió que la cinta de 1964, Dead Ringer, curiosament protagonitzada per la mateixa Davis.

## Premis
En la II edició dels Premis Ariel va guanyar el Premi Ariel al millor guió adaptat